# Pipes & Flowers
Pipes & Flowers is het debuutalbum van de Italiaanse singer-songwriter Elisa, uitgebracht in 1997. Een tweede editie werd op 15 oktober 1998 uitgebracht, met als extra nummer Cure Me.

## Achtergrond
Het album werd opgenomen in Berkeley, Californië, bij de bekende producer Corrado Rustici. Het album won de Premio Tenco en de Premio Italiano della Musica voor beste album van het jaar.

## Nummers
| Nr.              | Titel                                       | Schrijver(s)                                                                             | Duur             |
| Uitgave van 1997 | Uitgave van 1997                            | Uitgave van 1997                                                                         | Uitgave van 1997 |
| ---------------- | ------------------------------------------- | ---------------------------------------------------------------------------------------- | ---------------- |
| 1.               | Labyrinth                                   | Elisa Toffoli • Catherine Marie Warner                                                   | 4:56             |
| 2.               | Mr. Want                                    | Toffoli • Warner • Corrado Rustici                                                       | 4:11             |
| 3.               | Sleeping In Your Hand                       | Toffoli • Warner • Rustici                                                               | 4:22             |
| 4.               | Shadow Zone                                 | Toffoli • Warner                                                                         | 4:14             |
| 5.               | A Feast For Me                              | Toffoli • Warner                                                                         | 5:12             |
| 6.               | So Delicate So Pure                         | Toffoli • Brent Fraser                                                                   | 3:42             |
| 7.               | New Kiss                                    | Toffoli • Warner                                                                         | 5:01             |
| 8.               | Tell Me                                     | Toffoli • Fraser                                                                         | 5:07             |
| 9.               | The Marriage                                | Toffoli                                                                                  | 4:21             |
| 10.              | Inside A Flower                             | Toffoli • Fraser • Rustici                                                               | 5:24             |
| 11.              | Sleeping In Your Hand (Mark Saunders Remix) | Toffoli • Warner • Rustici                                                               | 3:44             |
| Uitgave van 1998 |                                             |                                                                                          |                  |
| 12.              | Cure Me                                     | Toffoli • Andrea Rigonat • Andrea Fontana • Max Gelsi • Christian Rigano • Carlo Bonazza | 3:31             |

## Muzikanten
- Zang: Elisa Toffoli
- Gitaar: Corrado Rustici, Andrea Rigonat (Cure Me)
- Keyboard: Corrado Rustici, Christian Rigano (Cure Me)
- Drumstel: Steve Smith, Carlo Bonazza (Cure Me)
- Basgitaar: Benny Rietveld, Polo Jones (So Delicate So Pure, Inside A Flower), Max Gelsi (Cure Me)
- Piano: Frank Martin (The Marriage), Louis Biancaniello (Inside A Flower)
- Hammondorgel: Frank Martin (New Kiss)
- Gospelkoor: Kitty Beethoven, Conesha Owens, Sandy Kriffith & Clautoven (Inside A Flower)
- Slagwerk: Andrea Fontana (Cure Me)

## Hitlijsten
Het album behaalde als hoogste een negende plaats in een Italiaanse hitlijst. In Italië werd het drievoudig platina, met 300 000 verkochte exemplaren.
Singles
- Sleeping In Your Hand (1997) - #91 (Nederland)
- Labyrinth (1997)
- A Feast For Me (1998)
- Mr. Want (1998)
- Cure Me (1998) - #26 (Italië)
- So Delicate So Pure (1998, Nederland)

## Videoclips
- Sleeping In Your Hand (1997) - Regisseur: Paolo Caredda
- Labyrinth (1997) - Regisseur: Barry Maguire (eerste versie) / Alex Infascelli (tweede versie)
- A Feast For Me (1997) - Regisseur: Alessandra Pescetta
- Cure Me (1998) - Regisseur: Alessandra Pescetta